# La tercera vegada
La tercera vegada (Rapsodia ximple) és una farsa en tres actes, original de Lluís Elias, estrenada al teatre Romea de Barcelona, la nit del 15 de gener de 1953, per la companyia titular.

## Repartiment de l'estrena
Actors de repartiment.
- Cristina Fonolleda, (22 anys): Mercè Bruquetas
- Constança, (35 anys): Teresa Cunillé
- Senyora Pausas, (50 anys): Emília Baró
- Elvireta, (22 anys): Maria Matilde Almendros
- Roseta, (22 anys): Núria Espert
- Cambrera, (18 anys): Montserrat Colomina
- Albert, (28 a 30 anys): Lluís Nonell
- Fonolleda, (54 anys): Lluís Teixidor
- Catassús, (54 anys): Ramon Duran
- Orestes Ribot, (38 anys): Francesc Vals
- El pretidigitador, (58 anys): Ferran Capdevila
- Barbeny, (55 anys): Lluís Carratalà
- Rodríguez, (52 anys): Domènec Vilarrasa
- Papitu, (17 anys): Joan Segura
- Oficial de jutjat, (50 anys): Josep Soler
- Sagristà, (40 anys): Joan Estivill
- Camàlic primer, (40 anys): Àngel Riberas
- Camàlic segon, (30 anys): Josep Maria Santos
- Direcció: Josep Clapera
- Decorats: Ramon Batlle